# Callixena barbara
Callixena barbara är en fjärilsart som beskrevs av Emilio Berio 1940. Callixena barbara ingår i släktet Callixena och familjen nattflyn. Inga underarter finns listade i Catalogue of Life.